# Brütten
Brütten é uma comuna da Suíça, no Cantão Zurique, com cerca de 1.888 habitantes. Estende-se por uma área de 6,67 km², de densidade populacional de 283 hab/km². Confina com as seguintes comunas: Lindau, Nürensdorf, Oberembrach, Winterthur.
A língua oficial nesta comuna é o Alemão.